# Кінта-даш-Коншаш (станція метро)
38°46′2.50″ пн. ш. 9°9′20″ зх. д. / 38.7673611° пн. ш. 9.15556° зх. д.
Ќінта-даш-Ќоншаш (порт. Quinta das Conchas) — станція Лісабонського метрополітену. Знаходиться у північній частині міста Лісабона, в Португалії. Розташована на Жовтій лінії (або Соняшника), між станціями «Кампу-Гранде» і «Луміар». Станція берегового типу, глибокого закладення. Введена в експлуатацію 27 березня 2004 року в рамках пролонгації метрополітену у північному напрямку до міста Одівелаша. Розташована в першій зоні, вартість проїзду в межаї якої становить 0,75 євро.

## Опис
За декорацією станція нагадує інші 4 станції цього відрізку Жовтої лінії («Луміар», «Амейшоейра», «Сеньйор-Роубаду», «Одівелаш»), оскільки усі вони були побудовані і введені в дію в один і той же час. Архітектори — Bartolomeu Costa Cabral, Mário Crespo, João Gomes, Anabela João, художні роботи виконали Joana Rosa, Manuel Baptista. Станція має лише один вестибюль підземного типу, що має три виходи на поверхню, а також ліфт для людей з фізичним обмеженням. На станції заставлено тактильне покриття. 

## Режим роботи[5]
Відправлення першого поїзду відбувається з кінцевих станцій лінії:
- ст. «Рату» — 06:30
- ст. «Одівелаш» — 06:30

Відправлення останнього поїзду відбувається з кінцевих станцій лінії:
- ст. «Рату» — 01:00
- ст. «Одівелаш» — 01:00

## Галерея зображень

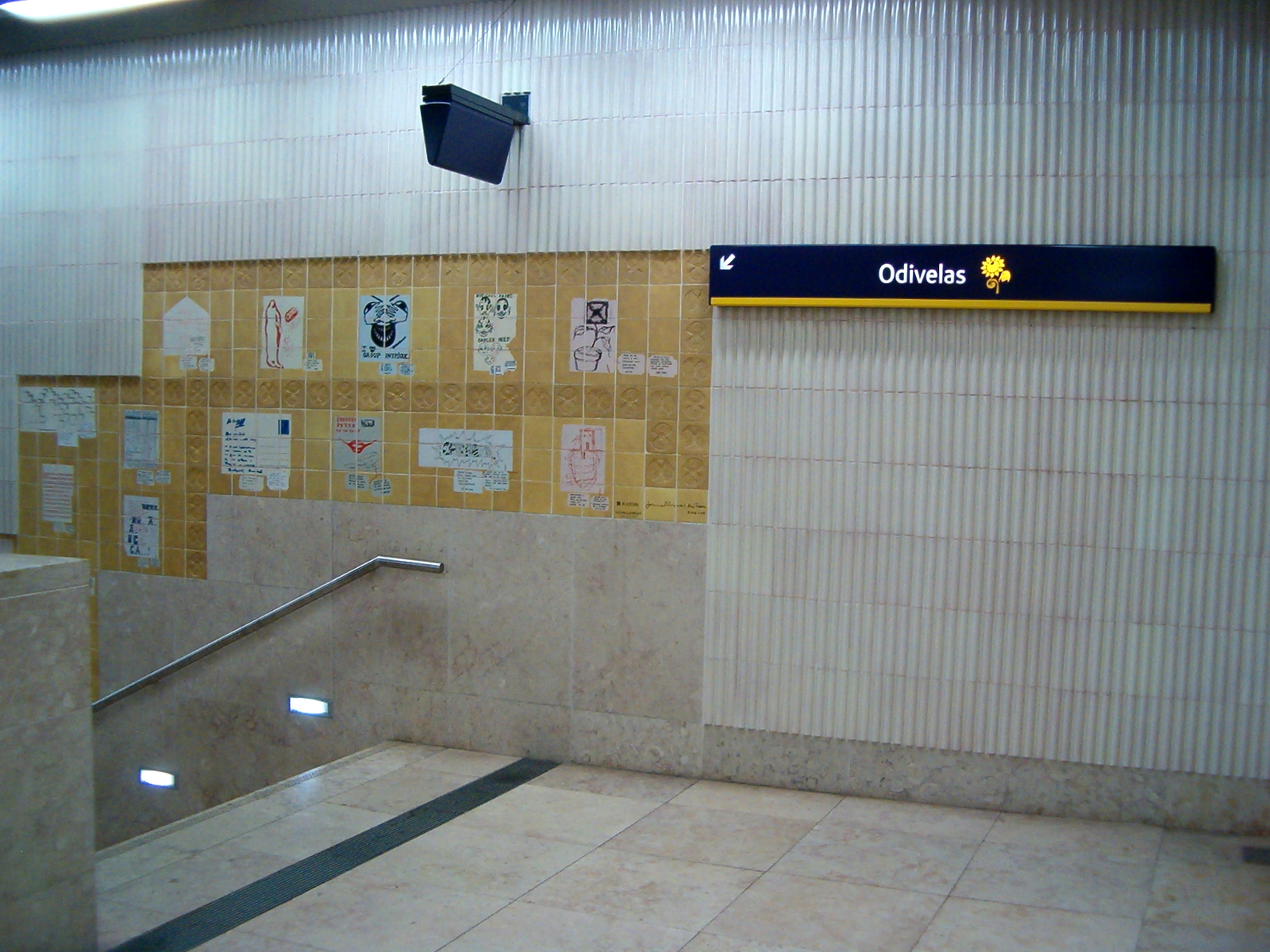
Спуск до посадкової платформи Одівелашського напрямку
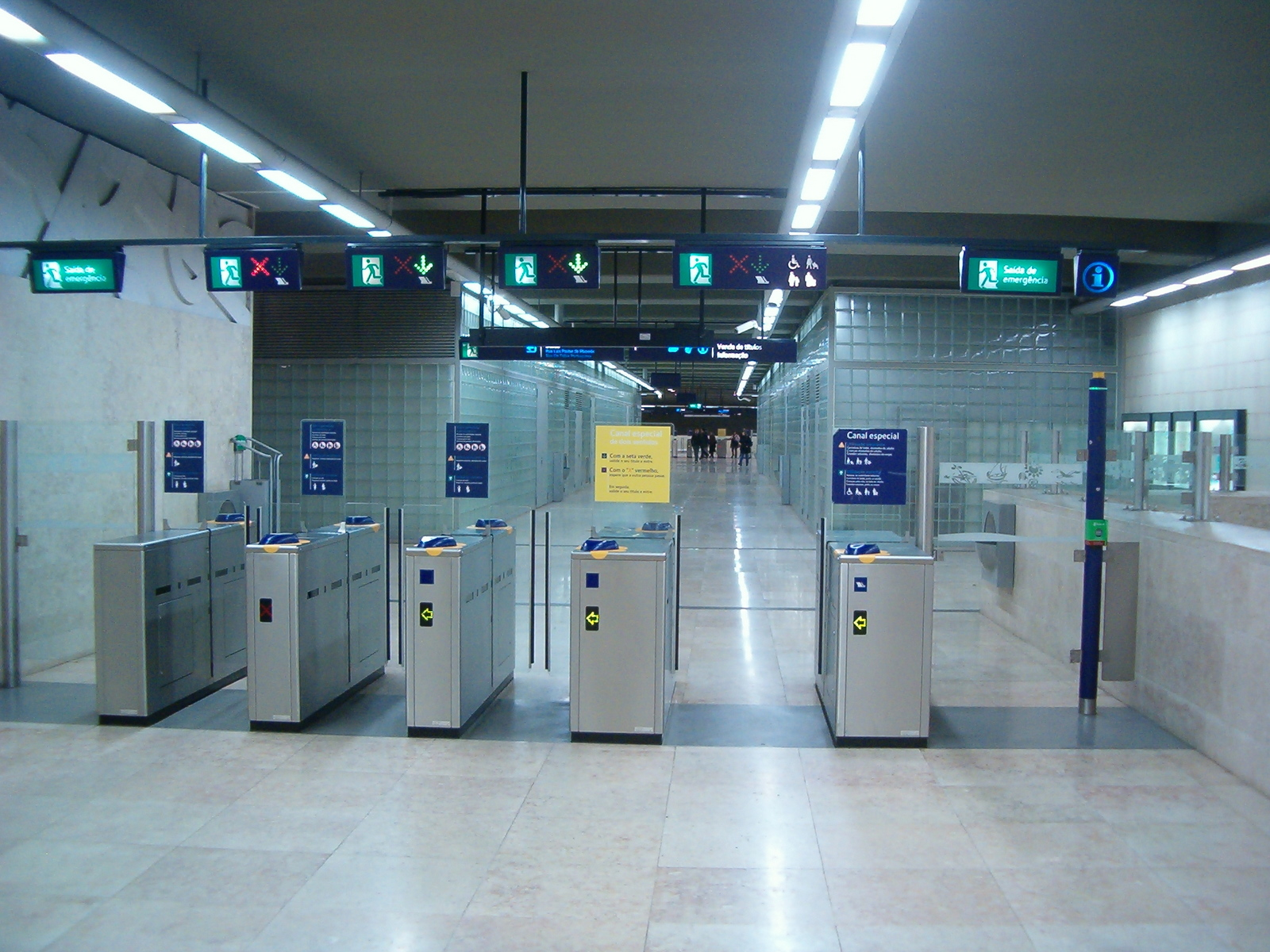
Пропускні турнікети
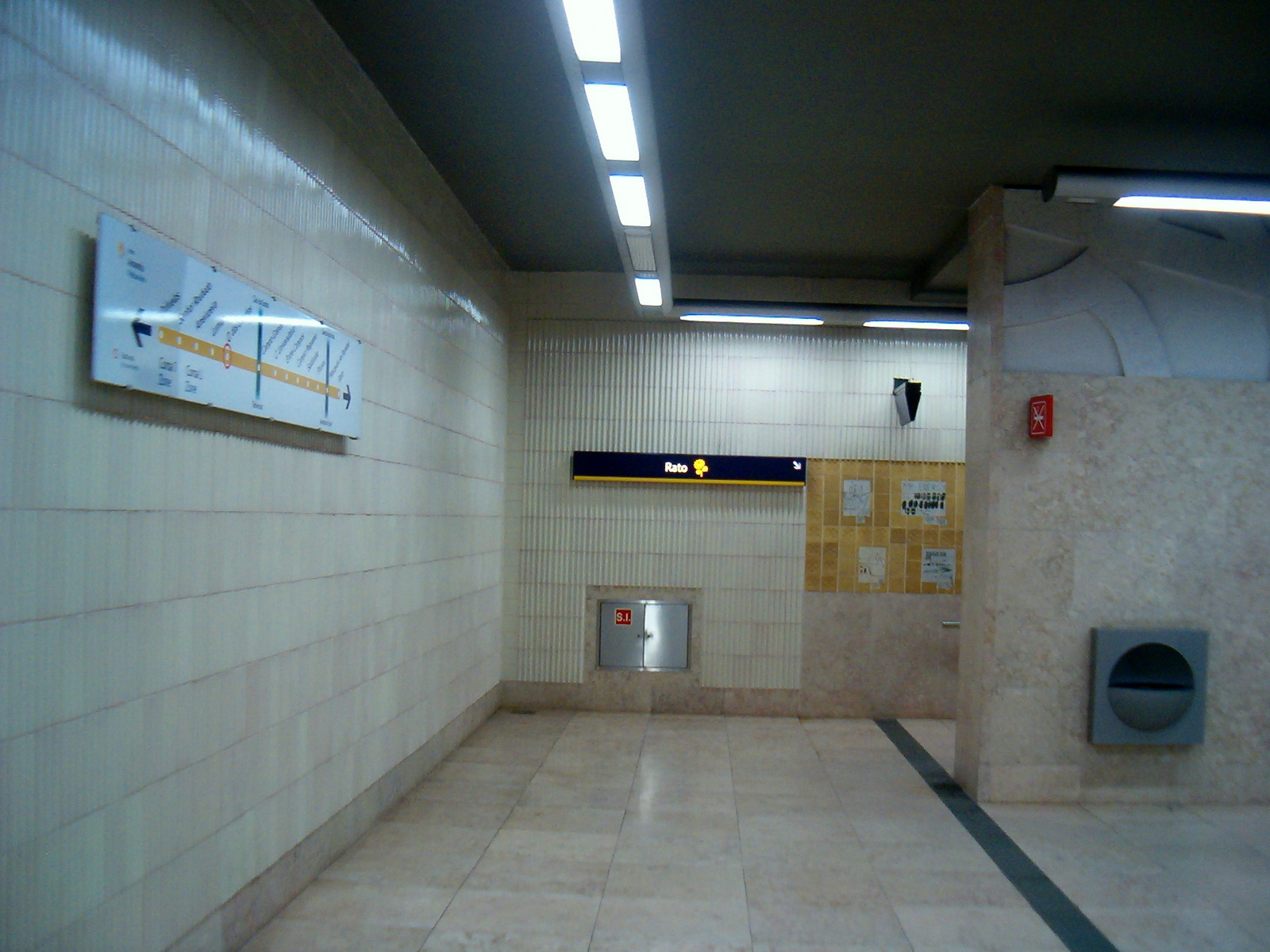
Декорація вестибюльної частини
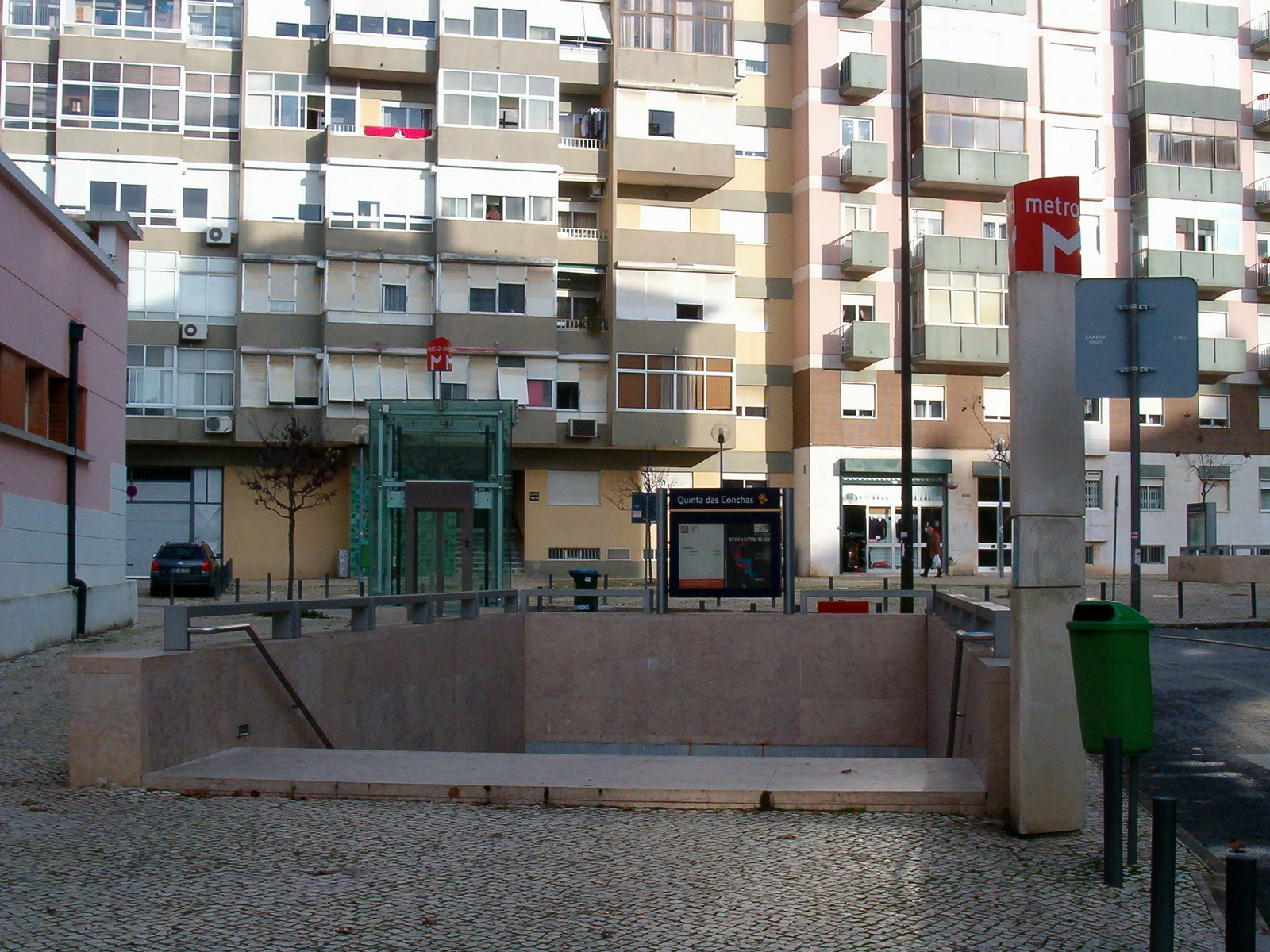
Вхід до станції з вулиці